# Aleatico di Gradoli

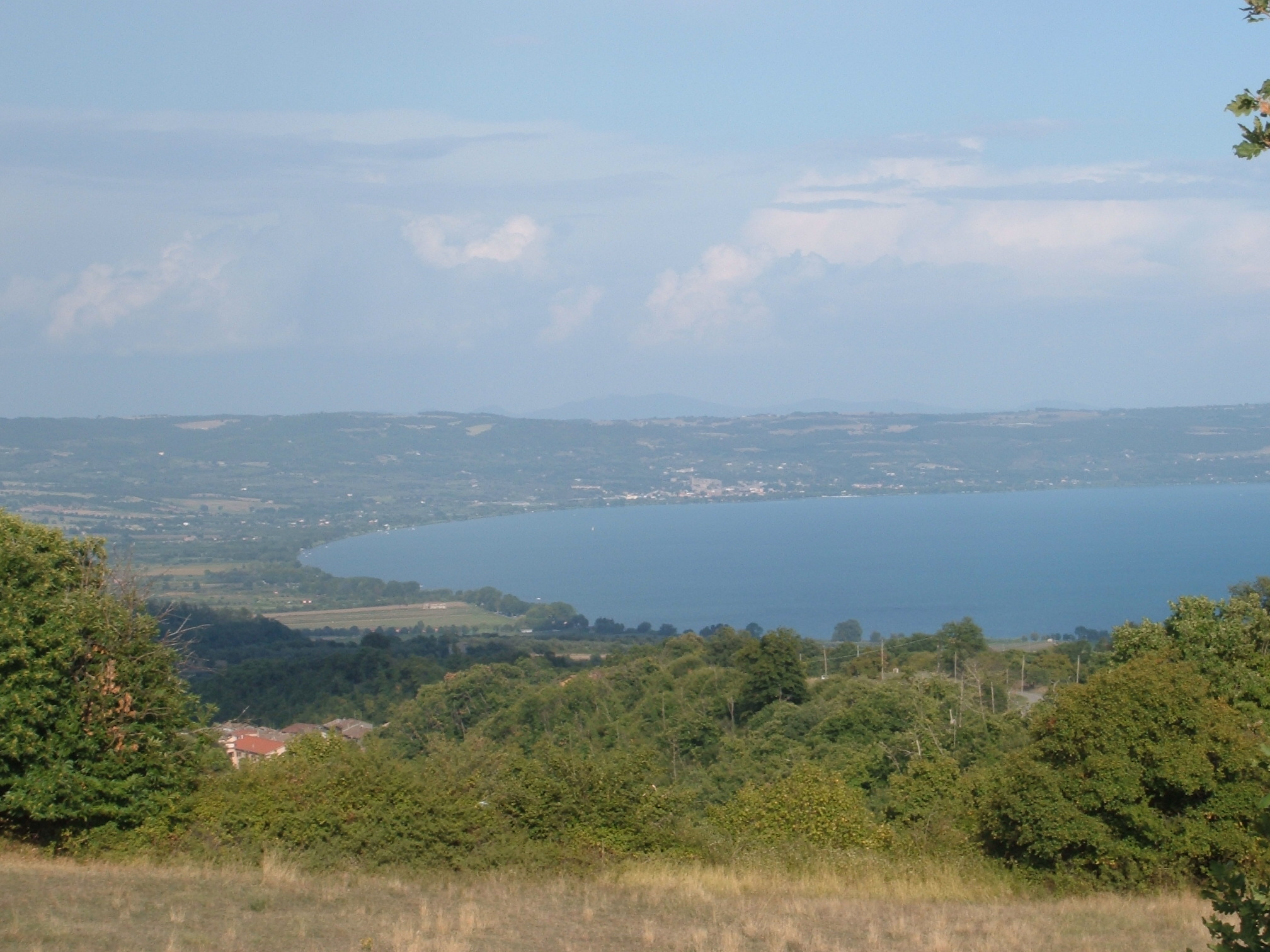
Blick vom Monte Volsini auf den Lago di Bolsena. An den Hängen der Bergkette gedeiht die Rebsorte Aleatico.

Der Aleatico di Gradoli ist ein süßer italienischer Rotwein sowie ein Likörwein aus der Gegend westlich des Lago di Bolsena in der Region Latium. Der Wein besitzt seit 1972 eine „kontrollierte Herkunftsbezeichnung“ (Denominazione di origine controllata – DOC), die zuletzt am 7. März 2014 aktualisiert wurde.

## Anbau
Produziert wird der duftige Dessertwein in einem sehr eingeschränkten Gebiet der Provinz Viterbo in den Gemeinden Gradoli, Grotte di Castro, San Lorenzo Nuovo sowie einem Teil der Gemeinde Latera.

## Erzeugung
Der Wein wird (sortenrein) aus der Rebsorte Aleatico (mindestens 95 %) hergestellt. Ein Teil der Weine wird nach dem Passito-Verfahren erzeugt.
Es werden auch gespritete Versionen angeboten:
- mit mindestens sechs Monate Reifung (Aleatico di Gradoli Liquoroso – ein Likörwein) und
- mit mind. zwei Jahren Reifung in Eichenfässern sowie mind. ein Jahr in der Flasche (Aleatico di Gradoli Liquoroso Riserva).

## Beschreibung
Laut Denomination (Auszug):

### Aleatico di Gradoli
- Farbe: granatrot mit violetten Tönen
- Geruch: fein aromatisch, charakteristisch
- Geschmack: fruchtig-frisch, weich, samtig, süß
- Alkoholgehalt: mindestens 9,5 Vol.-%, mit einem Rest von mindestens 2,5 % potentiellem Alkoholgehalt
- Säuregehalt: mind. 4,5 g/l
- Trockenextrakt: mind. 20,0 g/l

### Aleatico di Gradoli Liquoroso
- Farbe: mehr oder weniger intensiv granatrot, bisweilen mit violetten Reflexen
- Geruch: aromatisch, zart, charakteristisch
- Geschmack: voll, süß, harmonisch, angenehm
- Alkoholgehalt: mindestens 15,0 Vol.-%, mit einem Rest von mindestens 2,5 % potentiellem Alkoholgehalt
- Säuregehalt: mind. 4,0 g/l
- Trockenextrakt: mind. 20,0 g/l